# Три Чешми
Три Чешми (мкд. Три Чешми) су насеље у Северној Македонији, у средишњем делу државе. Три Чешми су село у саставу општине Штип.

## Географија
Три Чешми су смештене у средишњем делу Северне Македоније. Од најближег града, Штипа, насеље је удаљено 6 km северозападно.
Насеље Три Чешми се налази у историјској области Овче поље. Насеље је положено у долини реке Брегалнице. Око насеља се пружа поље под ораницама и виноградима. Надморска висина насеља је приближно 320 метара.
Месна клима је блажи облик континенталне због близине Егејског мора (жарка лета).

## Становништво
Три Чешми су према последњем попису из 2002. године имале 1.065 становника.
Већинско становништво су етнички Македонци (88%), а остало су махом Цинцари (12%).
Претежна вероисповест месног становништва је православље.